# Puente cubierto de Cogan House
El puente cubierto Cogan House es un puente cubierto con un arco Burr Truss sobre el río Larrys Creek en Cogan House Township, Condado de Lycoming, en el estado estadounidense de Pensilvania. Fue construido en 1877 y tiene 28,7 m de largo. El puente entró en el Registro Nacional de Sitios Históricos en 1980, y tuvo una restauración importante en 1998. El nombre de Cogan House fue puesto por hallarse en el municipio y el pueblo de Cogan House y se le conoce también por al menos otros cuatro nombres: Buckhorn, Larrys Creek, Day's y Plankenhorn.
El puente cubierto Cogan House fue construido por un constructor de molinos que montó la estructura de madera en un campo cercano a la serrería, antes de ser reensamblado en su lugar definitivo sobre el riachuelo. Fue el puente único sobre el Larrys Creek que sobrevivió a la inundación de junio de 1889, y uno de los pocos que quedaron intactos en el condado. El puente se usó para llevar un flujo constante de pieles y madera, aunque la tala de los bosques de los alrededores significó el fin de esas industrias a principios del siglo XX.
Desde entonces gran parte del área circundante se ha vuelto un bosque de reforestación y el puente de un solo carril lleva ahora a una carretera sin salida a un valle remoto con poco tráfico. Es el más viejo y largo de los tres puentes cubiertos que quedan en el condado. A pesar de la restauración de 1998 y otras reparaciones, en 2009 la calificación de suficiencia de las estructuras de puentes del Inventario Nacional de Puentes fue del 17,2% y su estado era "básicamente intolerable por lo que requería alta prioridad en la acción correctiva".

## Nombres
El puente cubierto está a 2,3 km al sur de la carretera Pensilvania 184 en la carretera de Campbell (carretera Township 784), a 200 m tras el cruce con la Carretera del Puente Cubierto. Su nombre oficial en el Registro Nacional de Sitios Históricos (NRHP) es "Cogan House Covered Bridge". Es el único puente cubierto construido en Cogan House Township y el nombre proviene del municipio y del pueblo de Cogan House, que se encuentra al nordeste del puente. El municipio y el pueblo de Cogan House recibieron su nombre por David Cogan, que colonizó Larrys Creek en 1825. Cogan fue uno de los pocos colonos de la zona durante muchos años y creció cansado de vivir casi solo en esa zona desierta. En 1842 abandonó su granja, como hizo un vecino llamado Carter. Sus casas fueron utilizadas por cazadores y viajeros, que conocían la zona con el nombre de Cogan House. El municipio de Cogan House se formó de partes de Jackson y Mifflin Townships el 6 de diciembre de 1843.
Desde la restauración del puente en 1998, el Lycoming County Commisioners lo llamó oficialmente "Puente cubierto de Buckhorn". El nombre proviene de su ubicación en la base de la montaña Buckhorn y de la carretera al pueblo de Buckhorn, que cruzaba el riachuelo. Este es el nombre utilizado en la placa oficial puesta por los comisarios para marcar su restauración y registro en el NRHP, a pesar de que fue registrado con un nombre diferente. Los comisarios escogieron "Buckhorn Covered Bridge" basándose en uno de los nombres usados por Benjamin y June Evans en su libro "Guía completa de los puentes cubiertos de Pensilvania" (1993) . Históricamente, los comisarios utilizaron "Cogan House Covered Bridge" como nombre oficial.
El historiador Milton W. Landis usa el nombre de "Larrys Creek Covered Bridge" porque cruza el río Larrys Creek y hace hincapié en que este era el nombre utilizado por otros historiadores locales. Larrys Creek tiene ese nombre por Larry Burt, que fue el primer colono en la desembocadura de la quebrada a la llegada de los inspectores en 1769. Landis reconoce el nombre de "Cogan House" y dice que el puente también fue conocido por los nombres de "varios inquilinos que vivieron en la pequeña granja adyacente" a él.
Mientras Landis no da estos nombres diferentes, hay otros dos nombres que pueden provenir de alguno de estos inquilinos. El primer de estos es "Day's Bridge" y está claro que este es otro nombre para el puente cubierto de Cogan House. El segundo de estos, "Plankenhorn Bridge", es un nombre en una lista de puentes cubiertos que existieron y desaparecieron en el condado de Lycoming. A pesar de que la asociación de este nombre con el puente cubierto de Cogan House no es explícita, se le describe como que sigue en pie sobre el riachuelo Larrys, al norte de un puente en Mifflin Township. Este es el único puente cubierto conocido que cumple estos criterios.

## Historia

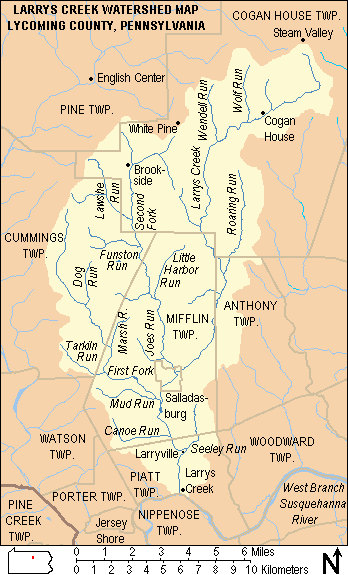
Mapa de situación de los puentes cubiertos en Larrys Creek

### Antecedentes
El primer puente cubierto en los Estados Unidos se construyó o sobre el río Schuylkill, en Filadelfia, Pensilvania en 1800. Algunos de los primeros puentes cubiertos con un arco Burr truss se construyeron también en este estado. Se estima que en Pensilvania hubo al menos 1.500 puentes cubiertos, y se cree que fue el estado con más puentes cubiertos entre 1830 y 1875. En 2001 Pensilvania era el estado con más puentes cubiertos históricos de los Estados Unidos, quedando 221 en 40 de los 67 condados de la Commonwealth.
Los puentes cubiertos eran una transición entre los de piedra y hierro fundido y los de acero. En la Pensilvania del siglo XIX, la madera era un recurso abundante para la construcción de puentes, pero no duraba mucho tiempo expuesta a la intemperie y a los elementos. El techo y los laterales cerrados de puentes cubiertos protegían los elementos estructurales, permitiendo que algunos de estos puentes sobrevivieran más de un siglo. Un arco Burr truss consiste en un arco que sirve de muro de carga intercalado con múltiples pendolones, lo que hace que el puente sea más fuerte y rígido que uno construido usando uno de los elementos solamente.
En 1850 se construyó una carretera de tablones en el condado de Lycoming, de la desembocadura de Larrys Creek a Salladasburg, Pensilvania. Más tarde se extendió hacia el norte siguiendo el camino de Second Fork of Larrys Creek, hasta los pueblos de Brookside y White Pine en Cogan House Township, y finalmente llegó hasta la gran curtiduría en el pueblo English Center en Pine Township sobre el riachuelo de Little Pine. Otra rama de la carretera de tablones siguió Larrys Creek hacia el norte desde Salladasburg. Aunque su longitud exacta no se conoce, Landis informa que pudo haber llegado hasta el puente cubierto.
Antes de que hubiera un puente, había un vado en ese mismo sitio. Carros llenos de pieles curtidas y sin curtir fueron y vinieron a la curtiduría de English Center vía White Pine, buscando evitar el tránsito de la carretera de tablones de Second Fork. También había mucho comercio entre una serrería grande en White Pine y otros molinos al oeste y al norte. El tráfico del norte cruzaba Larrys Creek y continuaba hacia el este sobre Buckhorn Mountain al ferrocarril de Williamsport and Elmiral en el pueblo de Cogan Station en Lycoming Creek, o  hacia el sur por la carretera que seguía el Larrys Creek. Esta carretera llegaba a una curtiduría en Larrys Creek aproximadamente a 1,6 km al sur del vado, y a la carretera de tablones a lo largo de la rama principal del riachuelo. La carretera era una carretera de peaje y conectaba con otro ferrocarril, el  West Branch Division of the Pennsylvania Canal, y West Branch Susquehanna River en la desembocadura del riachuelo.
Debido a que el vado era a menudo impracticable en invierno, o con malas condiciones climatológicas, o durante las crecidas, se presentó en 1876 una petición de los ciudadanos de Cogan House Township para que se construyera un puente. Pidieron al condado dicha construcción ya que los recursos del municipio no daban para tanto. La petición fue atendida el 30 de septiembre de 1876 y se nombró a tres inspectores para que el 3 de noviembre examinaran el sitio e informaran después. Los inspectores informaron a favor de construir el puente el 25 de noviembre. El 23 de enero de 1877, el gran jurado del condado aprobó el informe y la construcción del puente.

### Construcción y descripción

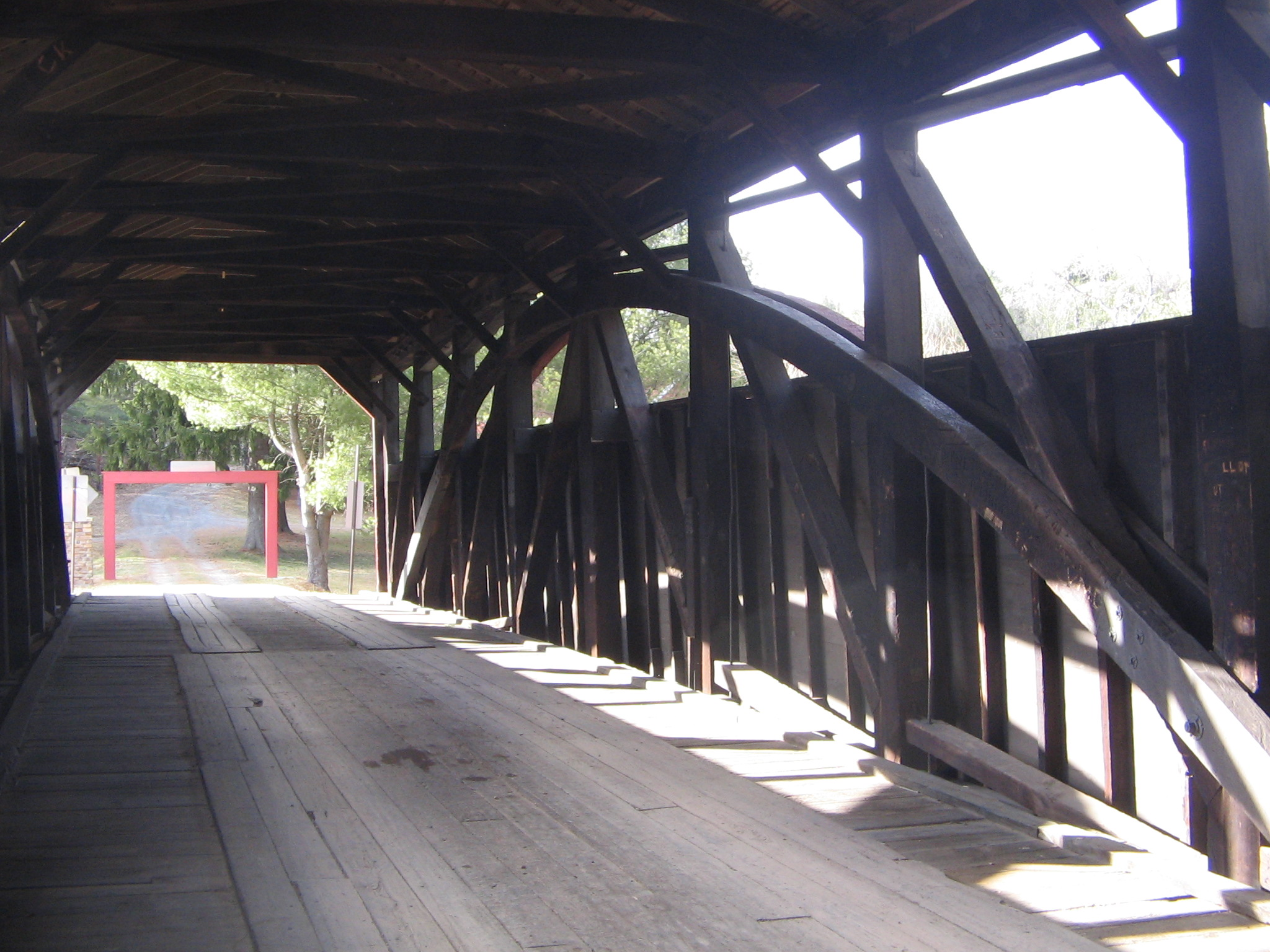
Vista de interior de un Arco burr y estructura de madera; el marco de metal rojo anterior a la entrada del oeste impide el paso de los vehículos que sobrepasen dicho marco.

Landis no está seguro de si el puente fue construido en 1877 o 1878, pero todo el resto de fuentes que menciona la fecha coincide en que fue en 1877. Valentine ("Tine") Meyers (o Meyer), un constructor de molinos y residente en el villorio de Quiggleville en Lycoming Township, construyó el puente. La estructura del puente fue cortada por una sierra "up and down" en una serrería a vapor cuyo propietario era Robert Wood, a corta distancia al norte de donde se construyó el puente. El encargado de la serrería era John Mecum. Se utilizó madera de pino, cortado en bosques cercanos y transportados en carretas al molino. El madero más grande utilizado en el puente medía 4,9 metros de largo.
Se cree que Meyers no tenía mucha experiencia construyendo puentes ni se dedicaba únicamente a la construcción. La estructura de madera fue montada primero en un campo junto a la serrería, atornillándose cada nueva pieza en su lugar tras ser cortada. Si una pieza no encajaba, se volvía a medir más cuidadosamente, haciéndose una nueva pieza que se cortaba y probaba. Los contornos de las secciones de vigas curvas para el arco de Burr se marcaban primero con tiza en la madera. A continuación, los operarios de la sierra levantaban el madero y lo guiaban a mano contra la hoja de la sierra para cortar la curva. Cuando la estructura estuvo completa en el campo, se desmontó y se cargó en las mismas carretas que habían llevado la madera al aserradero, llevándolo hasta el lugar donde se iba a emplazar el puente, donde se rearmó sobre los pilares del mismo. Se usaron tornillos para mantener las piezas grandes juntas, mientras que para las piezas transversales y los  tirantes pequeños se usaron clavos.

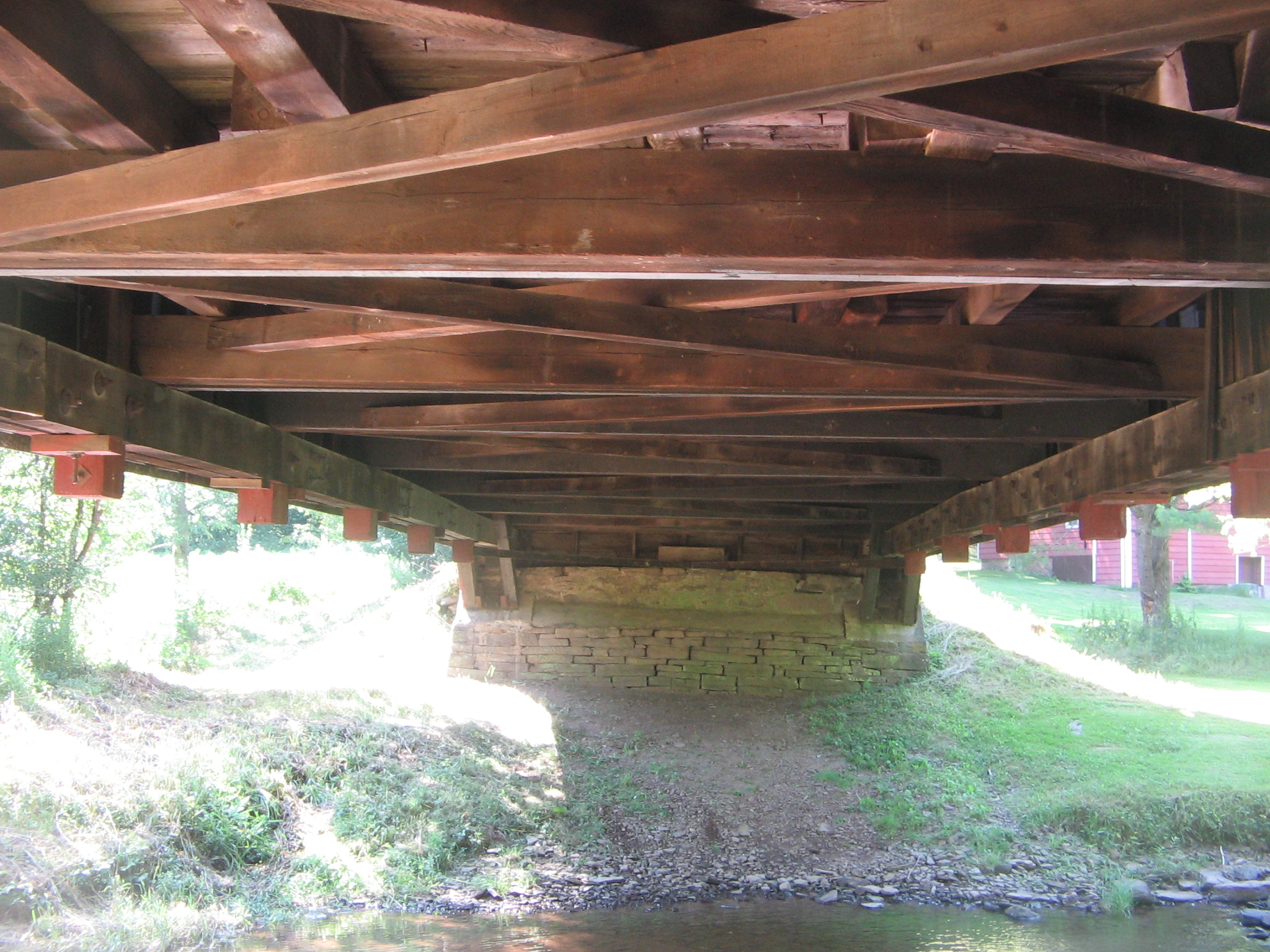
Zona bajo el puente en su lado oeste

El puente cubierto de Cogan House fue añadido al NRHP en 1980 y catalogado en Inventario Nacional de Puentes (NBI) en 2009. Según el NBI, el puente cubierto mide 28,7 m de largo, la calzada 4,4 m de ancho y soporta una carga máxima de 6,5 t. Según el NRHP, el ancho de la superficie de la carretera del puente es de 6 m, la carga máxima de 3.6 t, y la altura máxima de 3.2 m. La anchura solo es suficiente para un único carril de tráfico. A partir de 2011, la altura de seguridad permitida en el puente se redujo a 2,6 m, y la carga máxima a 2,7 t. Según Landis, la parte superior del arco Burr es de casi 3,4 m desde el suelo del puente.
El puente cubierto reposa sobre los pilares de piedra originales, que han sido reforzados con hormigón. La cubierta de puente está hecha de tablones transversales superpuestos con corredores en la mitad occidental y con tablones longitudinales en la mitad oriental. La parte superior de los portales y el revestimiento lateral están hechos de tableros de pino, y llegan hasta los 0,9 m bajo la línea de techo. A pesar de que el puente se pintó de rojo como parte de su restauración en 1998, en 1964 se lo describe como "sin pintar" y no parece que se hiciera en 1980, cuando el NRHP en el formulario de nombramiento lo describe con "su áspero revestimiento de madera (...) ayuda a este pequeño puente a mezclarse con el bosque circundante". El techo estaba originalmente cubierto con tejas de madera. El puente no tiene alféizares ni "refuerzos de acero".

### Uso y restauración

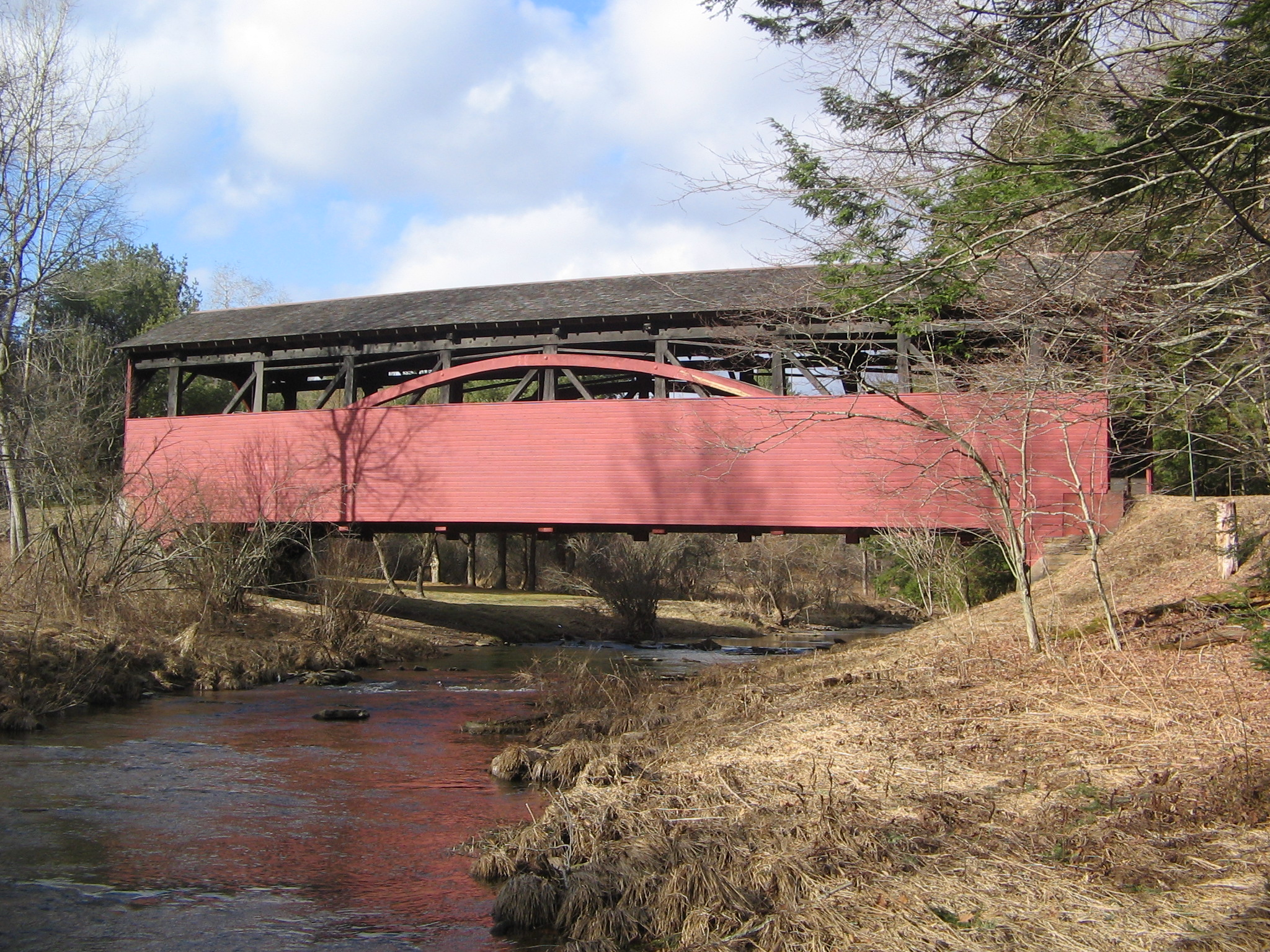
Vista del puente sobre Larrys Creek, con el arco Burr (rojo) y los pendolones (negros) visibles por encima del lateral

El puente cubierto Cogan House fue el único uno sobre el río Larrys Creek que sobrevivió a la gran inundación del 1 de junio de 1889, que se llevó por delante la mayoría de los otros puentes del condado de Lycoming. Un gran arce caído formó un dique en medio del río Larrys Creek, un poco más arriba del puente; este dique bloqueó los escombros y piedras que arrastraba el río e hizo que la riada se desviase hacia los campos colindantes. La misma inundación destruyó la carretera de tablas de Larrys Creek y el canal en la desembocadura del mismo. Esta misma tormenta causó la  inundación de Johnstown, en la que murieron casi 2.200 personas.
Después de la inundación la carretera de tablones solo fue reconstruida hasta Salladasburg, así que durante un tiempo todo el comercio de la curtiduría de English transcurrió por el puente en el camino al ferrocarril de Cogan Station. Aun así, la madera virgen que se suministraba a las curtidurías y aserraderos locales fue toda talada en los años posteriores a la inundación. Sin los troncos, las industrias que utilizan las carreteras que conducen al puente cerraron y los pueblos de la zona se redujeron, o, como fue el caso de Buckhorn, desaparecieron.
En 1900, quedaban cuatro puentes cubiertos en Larrys Creek: yendo aguas arriba estaban en la aldea de Larryville en Piatt Township, en o cerca de Mud Run en el municipio de Mifflin, en Salladasburg, y en el municipio de Cogan House. Desde 2011, el puente cubierto de Cogan House es el más antiguo y el más largo de los tres puentes cubiertos del siglo XIX que quedan en el condado de Lycoming (los otros son el puente cubierto de Buttonwood en el municipio de Jackson, sobre el río Blockhouse, y el Lairdsville en el municipio de Moreland municipio sobre el río Muncy).
El puente tuvo que ser reparado en 1964, y los pilares originales de piedra fueron reforzados con hormigón antes de 1966. Fue registrado en el NRHP el 24 de julio de 1980 en una Admisión de propiedades múltiple de siete puentes cubiertos de los condados de Bradford, Sullivan y Lycoming y fue "pintado y alquitranado" en 1981. Tanto el informe de 1980 del NRHP como el libro de 1994 de Zacher indicaban que el estado del puente era bueno. El Comisionado del Condado de Lycoming dieron al puente como "rehabilitado" en 1998, con un coste de 105.493 dólares. El contratista general para la restauración fue Lycoming Supply Inc., que sustituyó algunas de las vigas estructurales con pino del sur tratado y los laterales de tablones superpuestos con pino blanco. Los tirantes y vigas fueron reconstruidos utilizando pino amarillo tratado, y sostienen un nuevo techo de tejas de cedro. La cubierta y el piso del puente eran firmes y requerían algunas reparaciones. El puente fue pintado de rojo y se construyó un pilar de piedra con placas que marcan la restauración y la inclusión del puente en el NRHP.

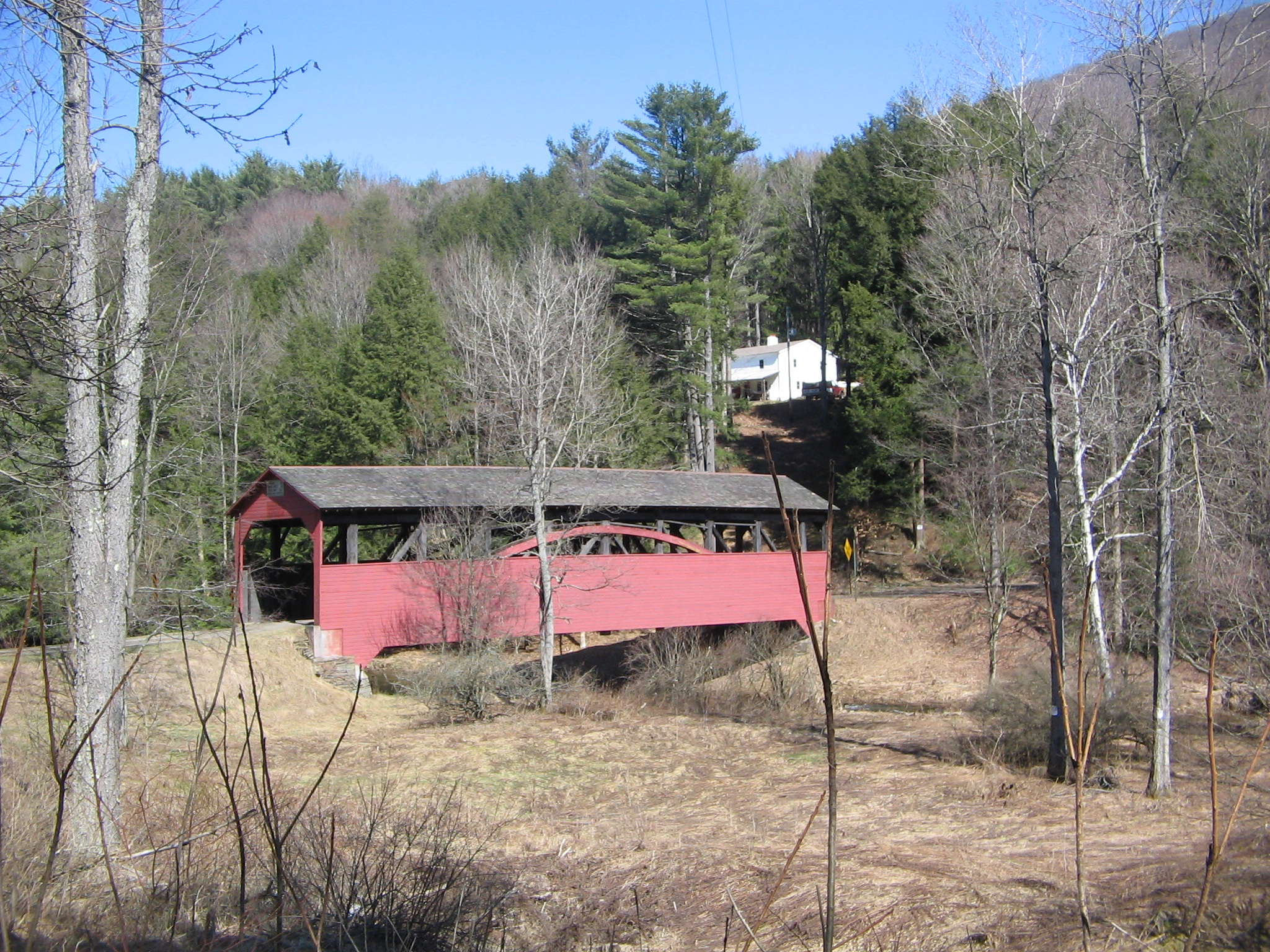
Vista del puente y Larrys Creek del suroeste, con la cabaña privada de caza (blanco) y el monte Buckhorn detrás

Dado que el puente está registrado en el NRHP, la Comisión del Museo y la Historia de Pensilvania tuvo que aprobar la reforma. El Departamento de Transporte de Pensilvania (PennDOT) y Administración Federal de Carreteras (FHWA) colaboraron con sus fondos a pagar el trabajo hecho. La ceremonia de inauguración tuvo lugar el 30 de octubre de 1998, en presencia del Comisario del Condado de Lycoming Russell Reitz y del director de lo servicios municipales de PennDOT Thomas Lyons, cortando un tablón entre caballetes de madera con una vieja sierra de tronzar en la ceremonia de corte de cinta. Los otros comisionados del condado y el representante local del estado y senador del estado también estuvieron presentes y hablaron, al igual que un representante de la "Sociedad Theodore Burr de los puentes cubiertos de Pennsylvania".
En agosto de 2000 una inspección reveló que uno de los arcos de madera del puente Cogan House había sufrido daños causados por un vehículo que sobrepasaba el peso máximo permitido en el puente. Se cree que fue un camión de propano que iba a hacer una entrega a la cabaña de caza privada. Lycoming Supply Inc. ganó el concurso para hacer el trabajo de reparación en diciembre, en un coste de 6.300 dólares. Antes de la reparación del puente, este estaba abierto y se podía usar con seguridad. El libro de Evans de 2001 describe la condición del puente como excelente.
A pesar de la restauración y las reparaciones, el Inventario Nacional de Puente de la FHWA de 2009 estableció que el índice de suficiencia de la estructura de puente era del 17.2%. El inventario constató que el estado de la cubierta del puente y la subestructura era satisfactorias, mientras la superestructura era pobre. Se encontró, además, que los pilares del puente eran estables pero que las barandillas no se adaptaban a los estándares actuales. Su condición global fue considerada "básicamente intolerable, requiriendo prioridad alta de acciones correctivas"; y en 2006 el NBI estimó el coste para mejorar el puente en 143.000 dólares.
El puente se usa todavía, a pesar de que la carretera de tierra que la cruza termina en una calle sin salida en el este. Una carretera privada cerrada continúa al coto de caza privado y proporciona acceso a Pennsylvania State Game Lands No. 114. El puente tiene limitada la velocidad a 10 millas por hora (16 km/h) y su tráfico diario medio era de diez vehículos en 2009. Pennsylvania's Covered Bridges: A Complete Guide señala que, a pesar de estar "localizado en un área bastante remota, vale la pena el viaje para ver este tesoro histórico fantásticamente restaurado."

## Datos del puente

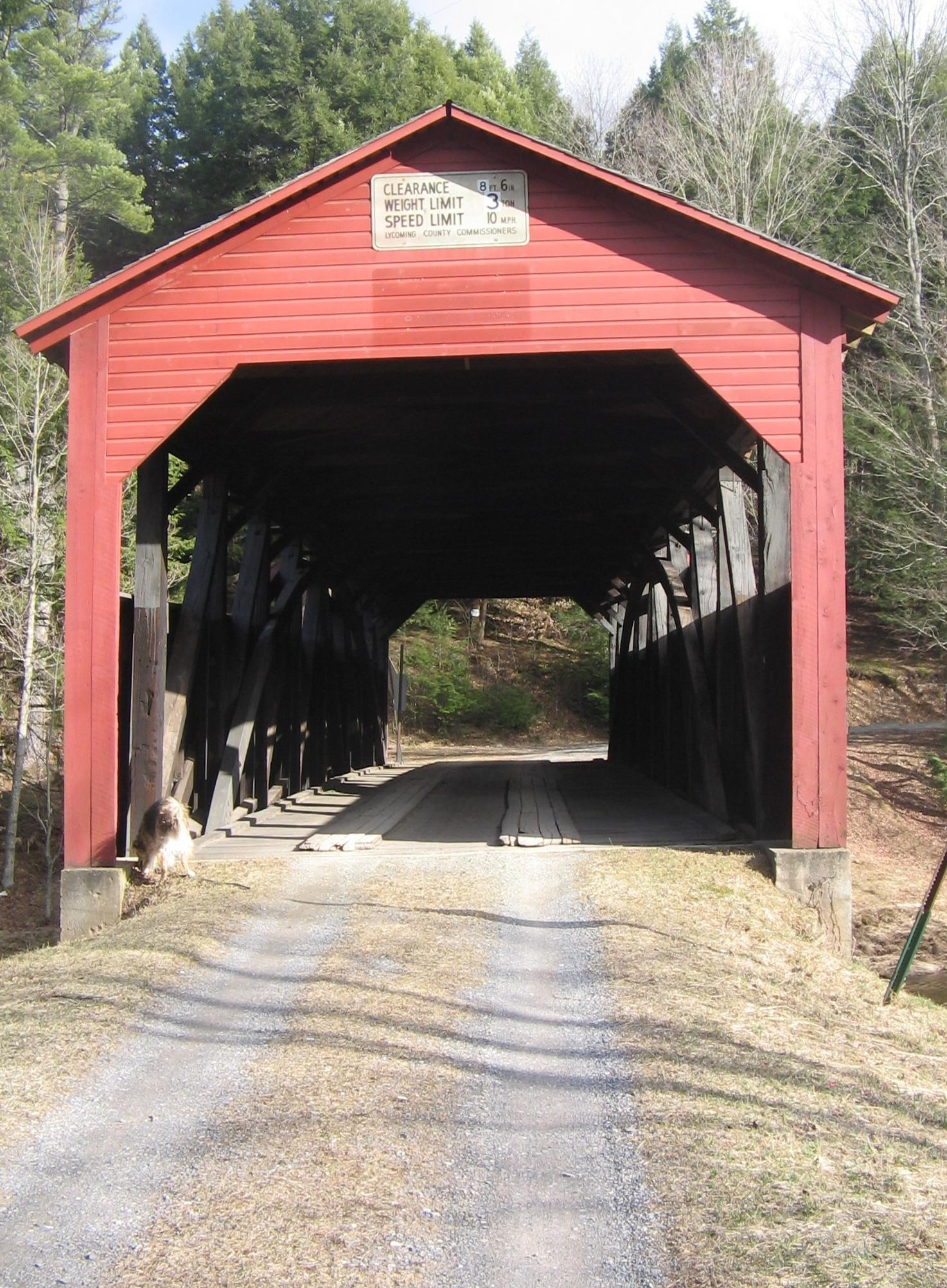
La entrada del oeste al puente con posted altura y límites de peso

La siguiente tabla es una comparación de las medidas publicadas en cinco fuentes diferentes que utilizan métodos diferentes, así como el nombre o los nombres citados. El NBI mide la longitud del puente tomando las medidas entre las paredes sostenidas por los pilares o los surcos del pavimento y el ancho de la vía como "la distancia menor entre los bordillos o los raíles". El informe del NRHPfue preparado por la Comisión del Museo y la Historia de Pensilvania (PHMC), que entrevistó a los ingenieros de condado, a las sociedades de los puentes cubiertos históricos y a otros sobre todos los puentes cubiertos en el commonwealth. Evans visitó cada puente cubierto en Pensilvania en 2001 y midió la longitud de cada puente (desde la entrada hasta la salida) y el ancho (en el portal) para su libro. Los datos del libro de Zacher se basaron en una inspección realizada en 1991 de todos los puentes cubiertos en Pensilvania por el PHMC y el Departamento de Transporte de Pensilvania, en colaboración con el gobierno local y agencias privadas. El artículo usa principalmente los datos del NBI y NRHP, al tratarse de programas nacionales. 
| Longitud (m) | Ancho (m) | Toneladas (TM) | Nombre/s utilizado/s      | Fuente(Año)         |
| ------------ | --------- | -------------- | ------------------------- | ------------------- |
| 29,0 m       | 5,3 m     | 2,7 Tm         | Larrys Creek, Cogan House | Landis (1966, 1981) |
| 28,7 m       | 4,4 m     | 6,5 Tm         | Cogan House               | NBI (2009)          |
| 28,3 m       | 6,0 m     | 3,6 Tm         | Cogan House               | NRHP (1980)         |
| 28,0 m       | 5,3 m     | Sin datos      | Cogan House, Buckhorn     | Evans (2001)        |
| 24,7 m       | 6,0 m     | Sin datos      | Cogan House               | Zacher (1994)       |